# Fulgora lampetis
Fulgora lampetis är en insektsart som beskrevs av Hermann Burmeister 1845. Fulgora lampetis ingår i släktet Fulgora och familjen lyktstritar. Inga underarter finns listade i Catalogue of Life.